# متحف مليلية
متحف مليلية هو متحف  في مدينة مليلية الإسبانية يقع في مستودع بينيويلاس القديم، في المنطقة المسيجة الأولى لمليلية لا فيجا . 

## تاريخ
في بداية siglo بدأ رافائيل فرنانديز دي كاسترو في جمع القطع والمواد الناتجة عن أعمال التنقيب في سيرو دي سان لورينزو في كازا سلامة ، مقر مجلس الضرائب ، على الرغم من أنه لم يعتبر متحفًا رسميًا، حيث لم يكن هناك فهرسة أو معرض للجمهور.  
بعد سنوات، ظهر المتحف البلدي في الطابق السفلي من معبد الموسيقى باركي هيرنانديز ، مفتوحًا للجمهور وتم نقله، لم يكن موقعه مناسبًا، في الخمسينيات من القرن الماضي إلى معقل كونسبسيون ألتا ، في متحف تاريخي يضم قسمين، علم الآثار والتوثيق، وكذلك الأموال العسكرية والشعارات الشعارية.    
ظلوا هناك حتى عام 1987، عندما انتقلوا إلى برج الشموع ومن هناك، إلى المستودعات بينويلاس ، حيث بقي منذ عام 2011، مع قسم مخصص للغجر في 11 سبتمبر 2018.       

## الأقسام

### المتحف الإثنوغرافي للثقافات السفاردية والبربرية والغجرية

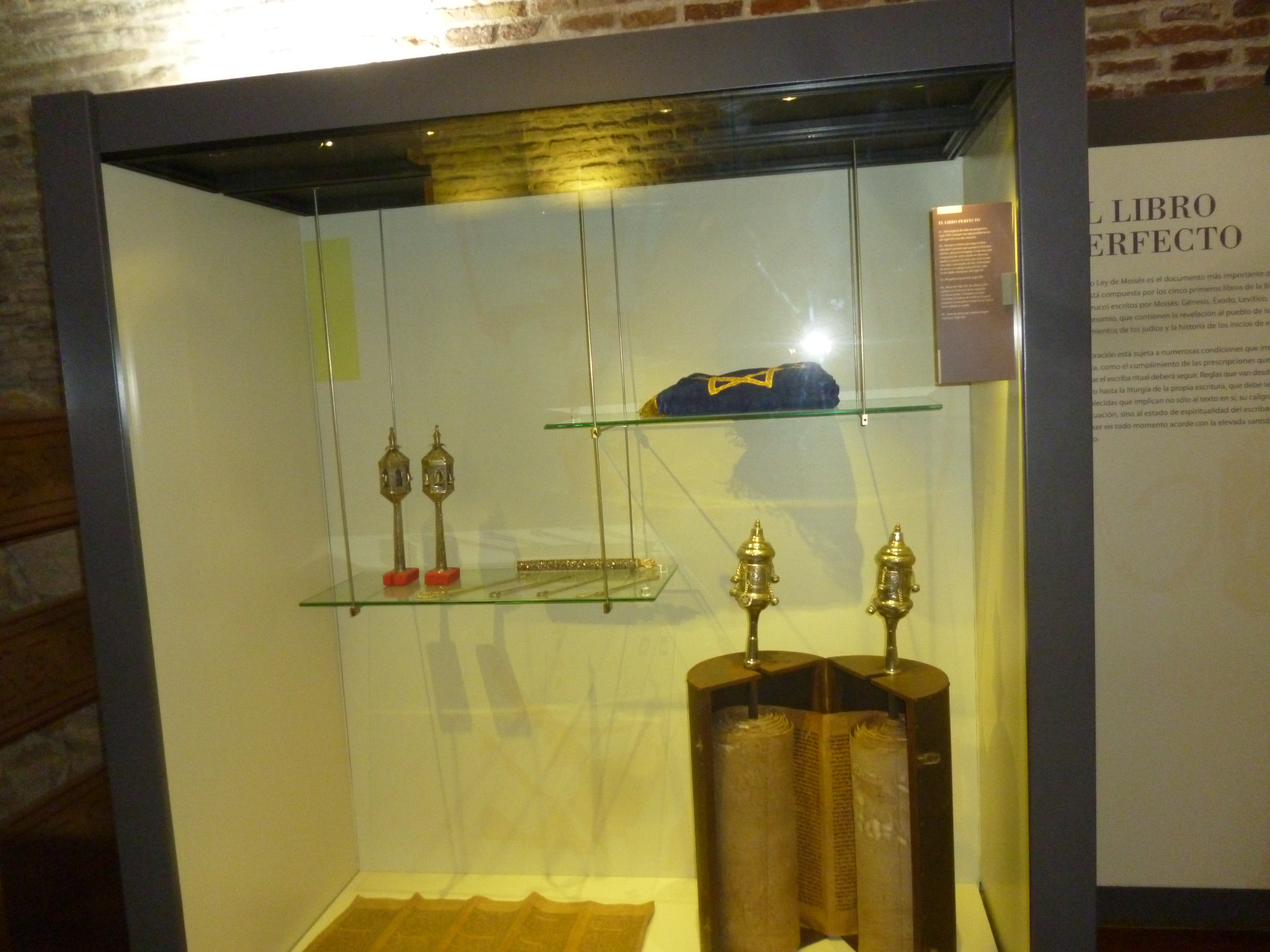
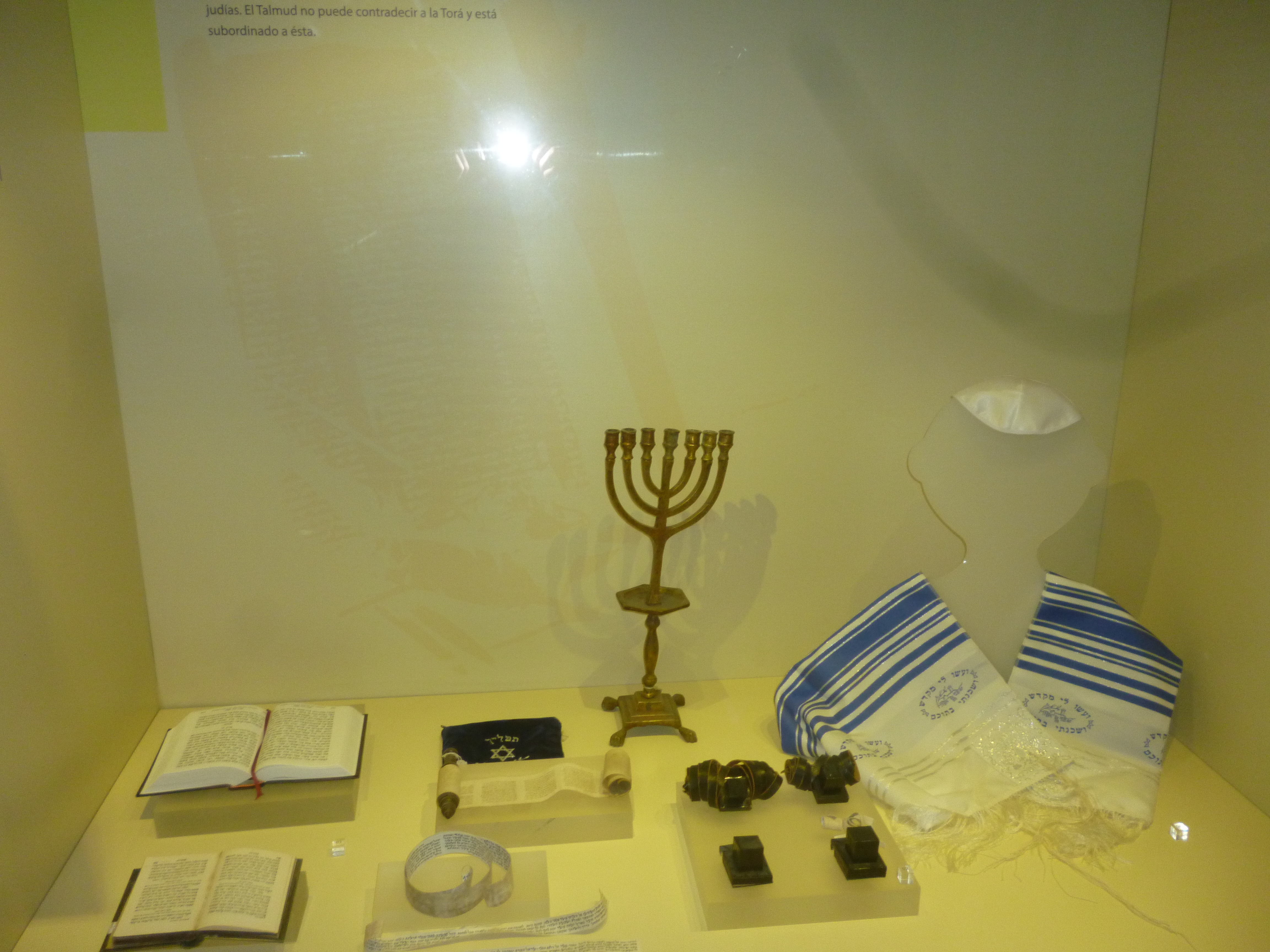
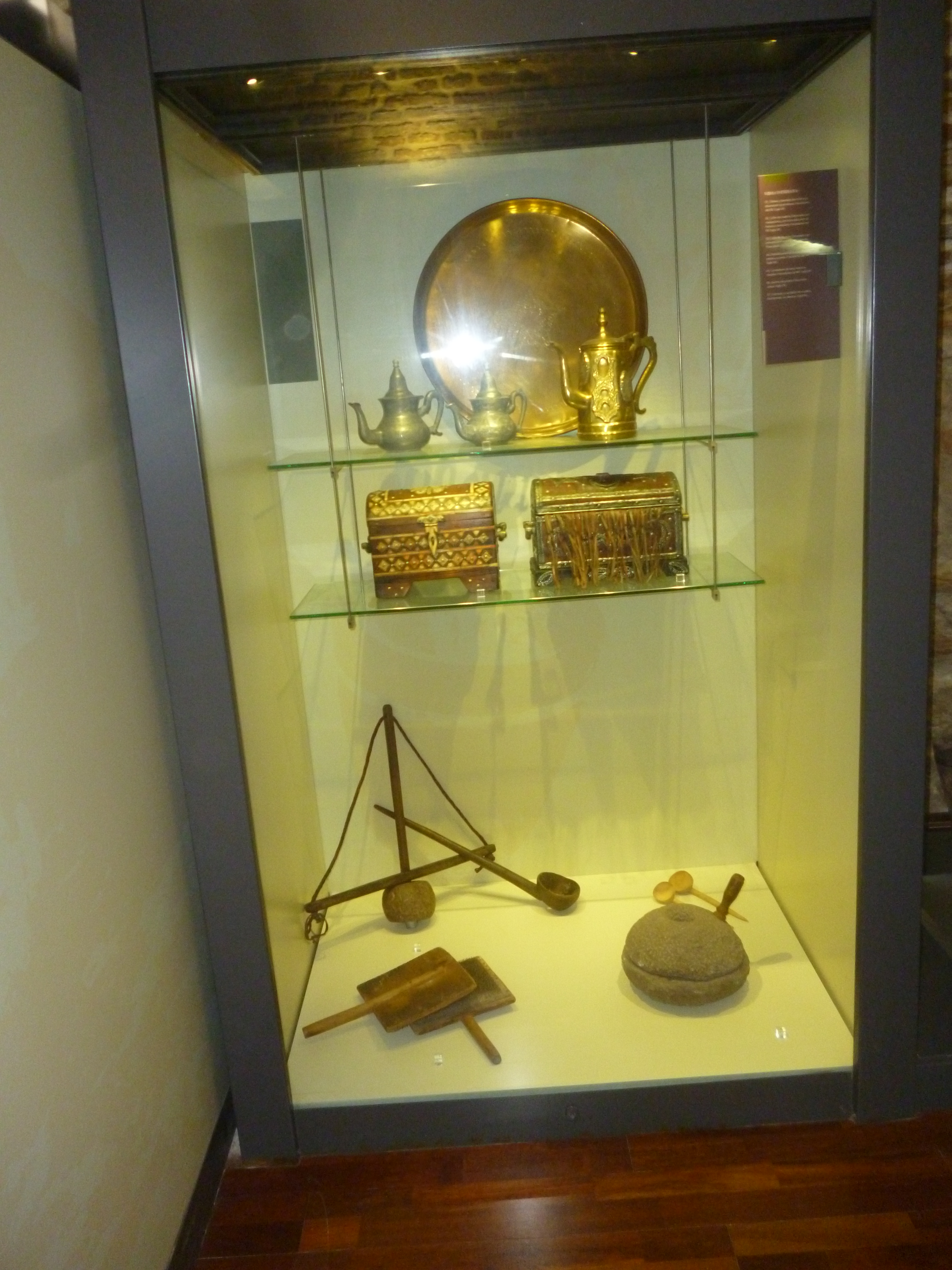
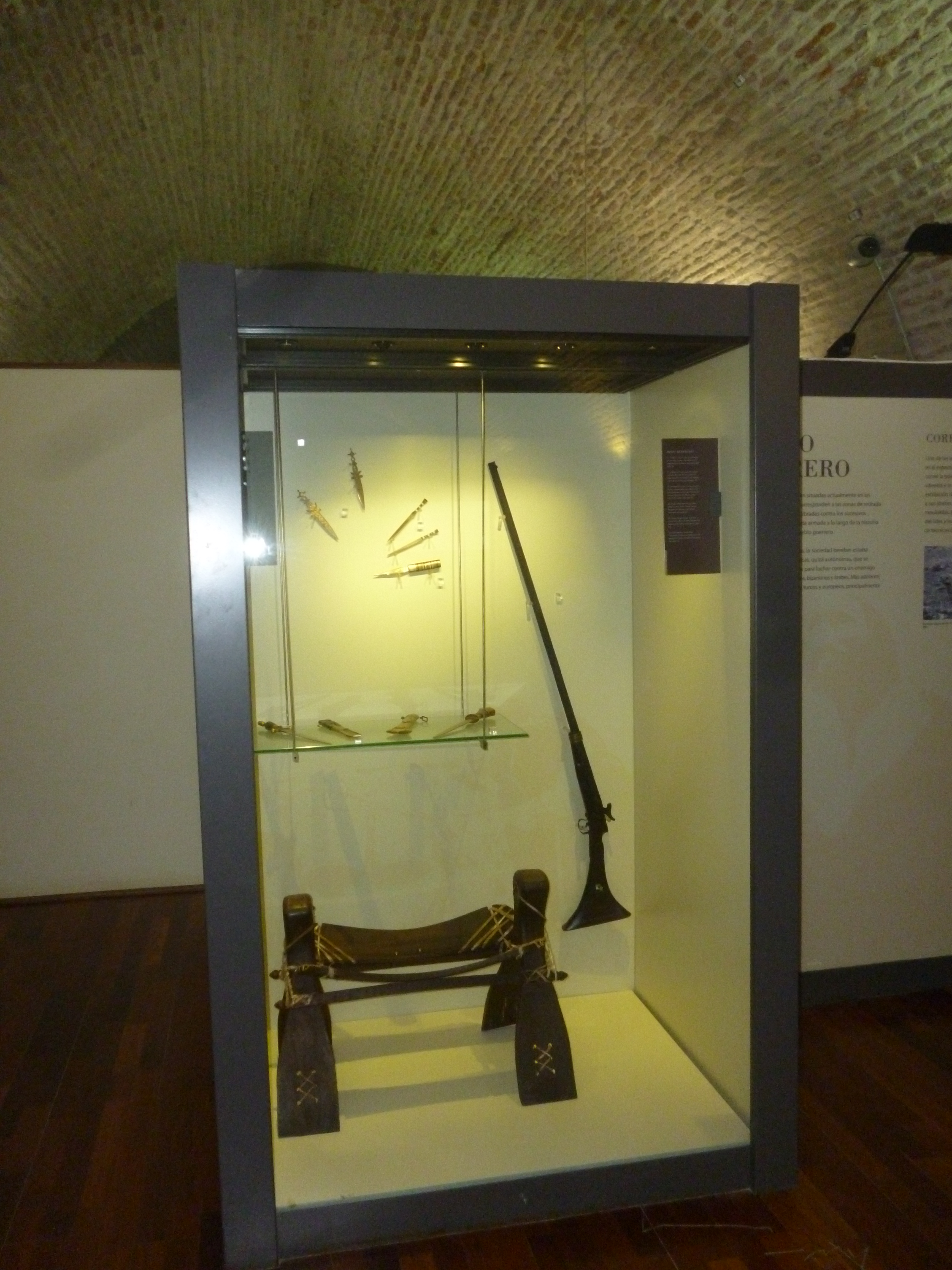
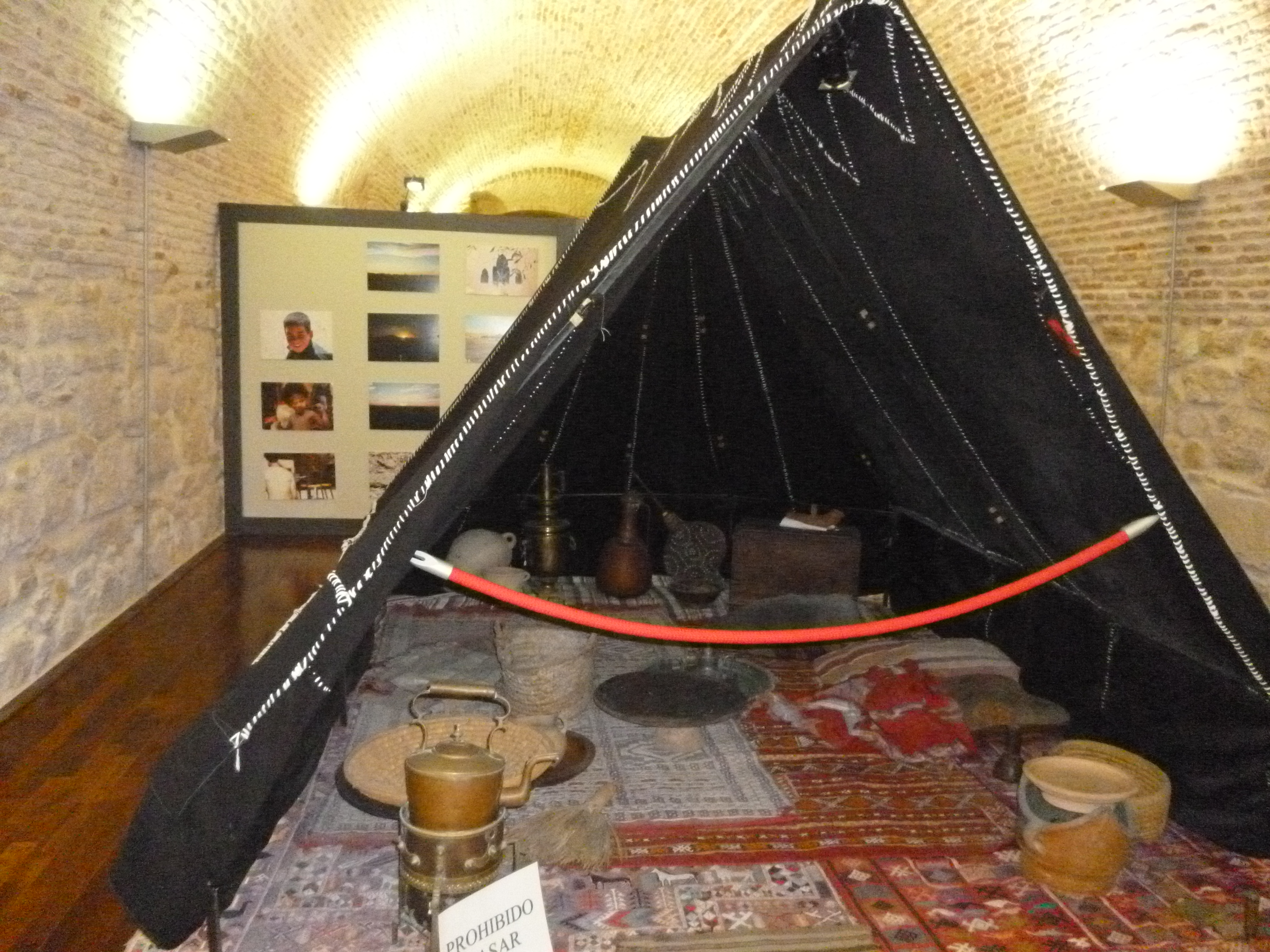
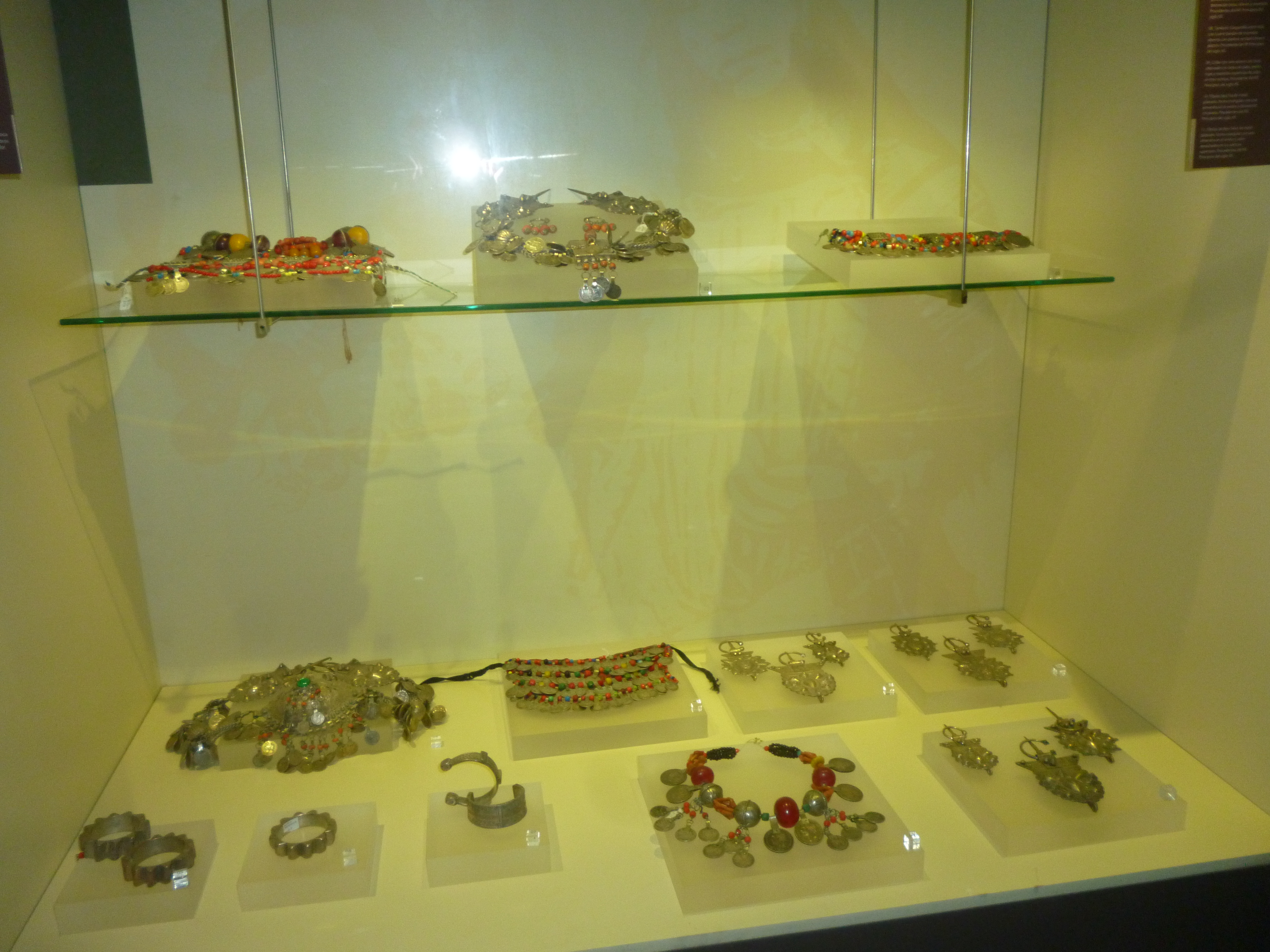
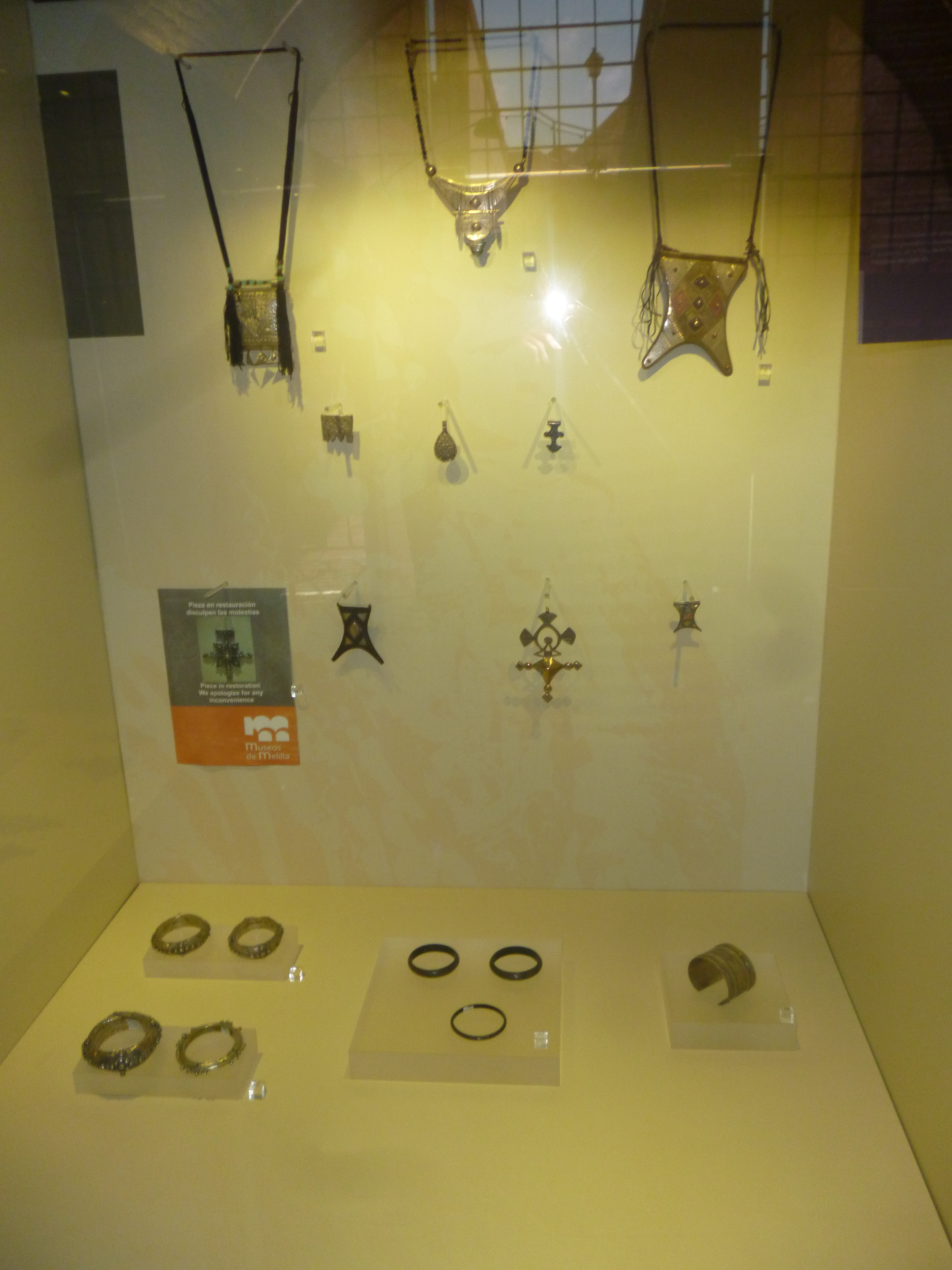
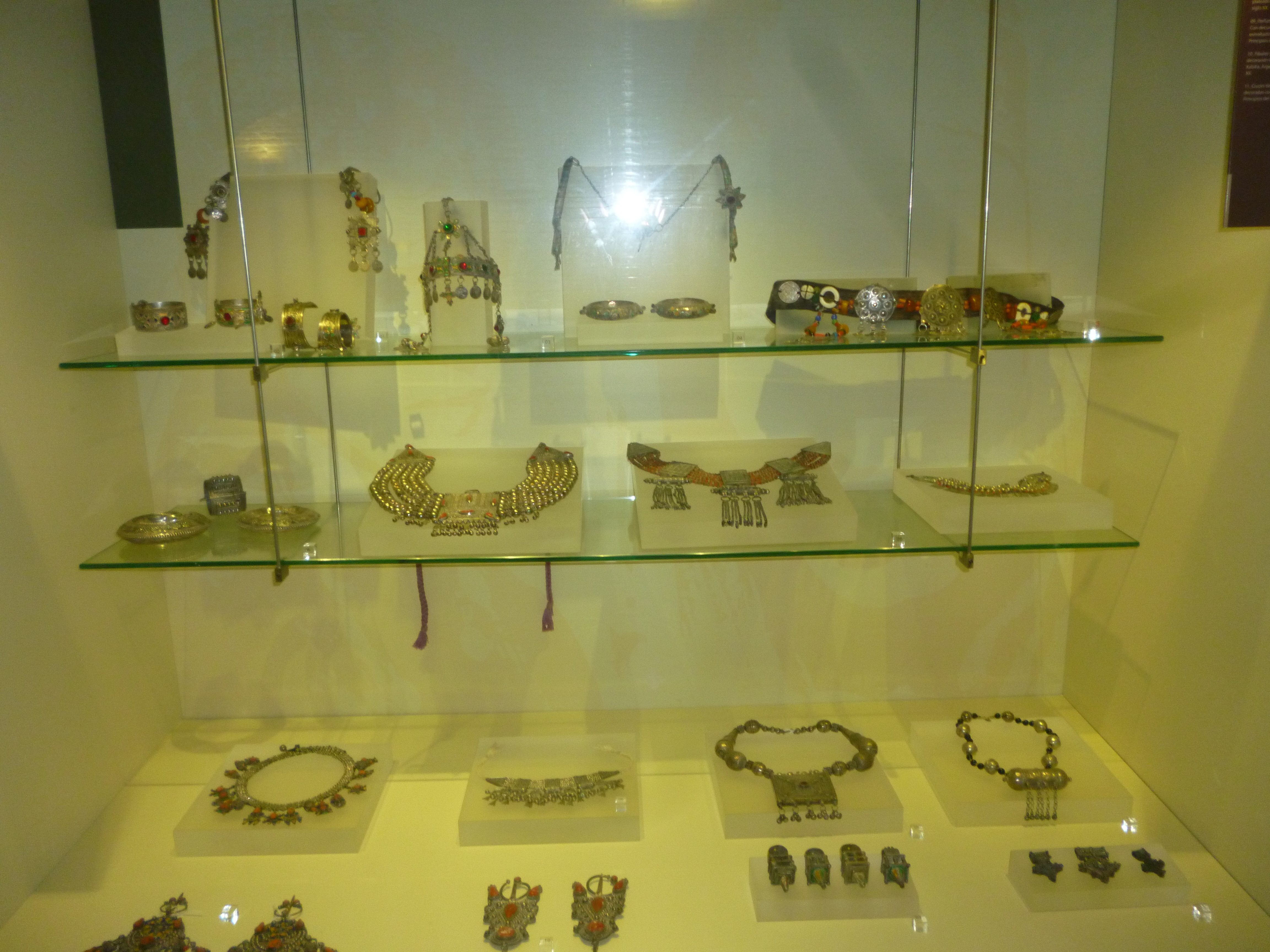
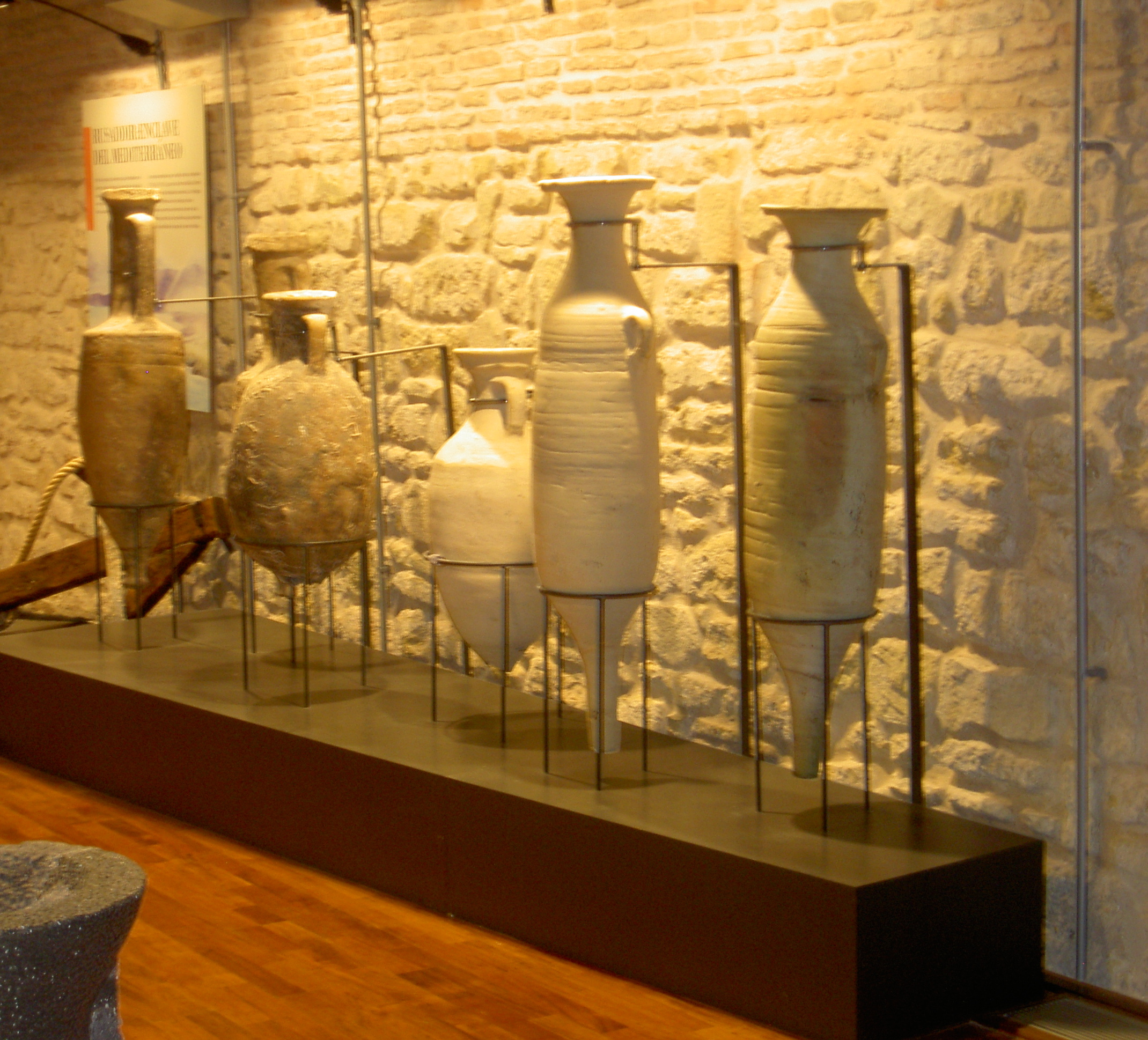

يقع في الطابق الأرضي، ويسلط الضوء على استجمام كنيس أور زروعة ومجموعة المجوهرات البربرية    

### متحف الآثار والتاريخ

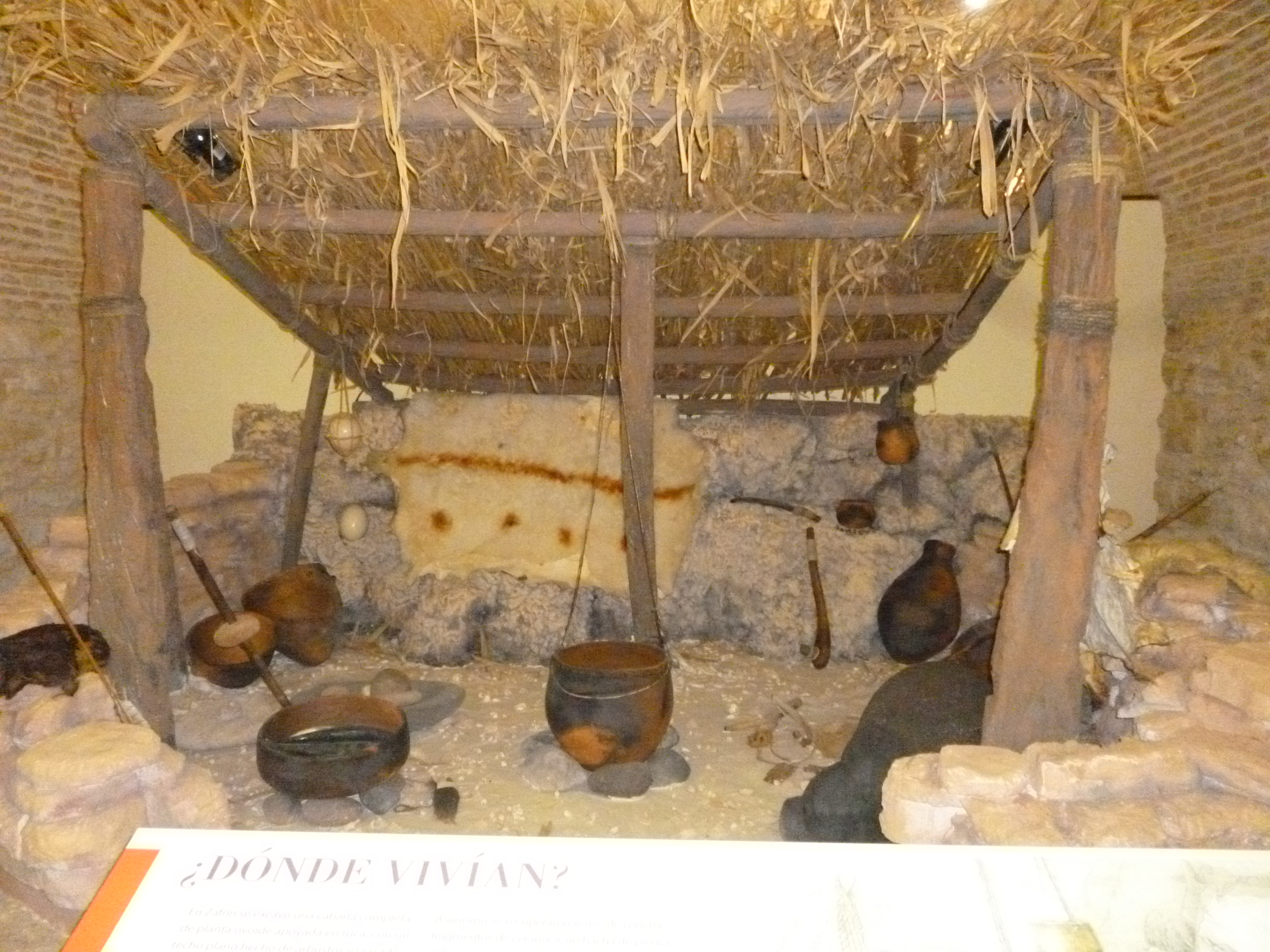
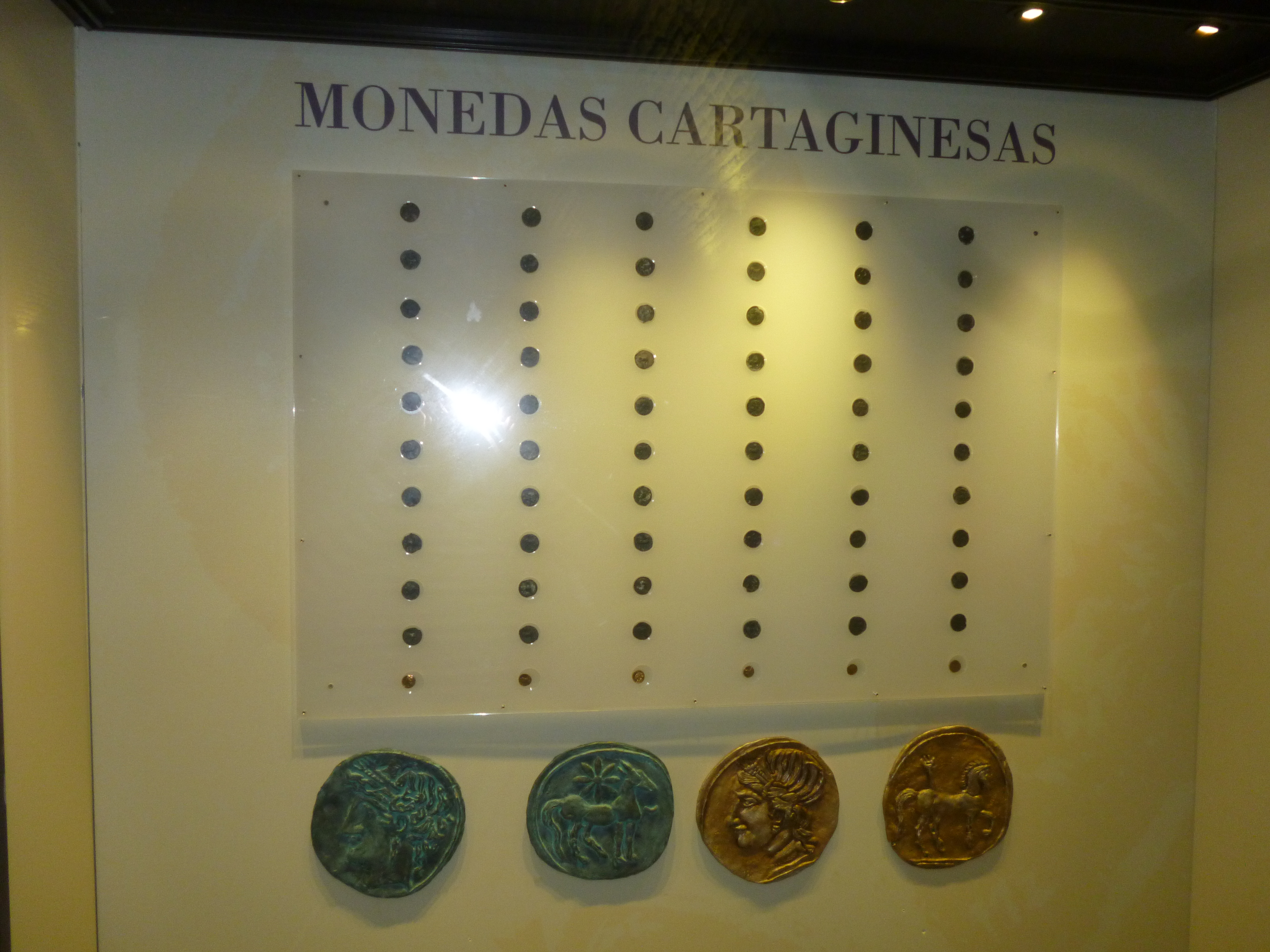

يقع في الطابق العلوي، مع سيراميك من الزافرين ، عملات قرطاجية، دفن ماورو، كنز إسلامي صغير، نموذج عملاق لمليلية لا فيجا ، نسخة من نسخة ليون جيل دي بالاسيوس ، تماثيل نصفية لألفونسو الثالث عشر والجمهورية ، بالإضافة إلى العديد من الخطط.       

## روابط خارجية
- متحف مليلية نسخة محفوظة 24 سبتمبر 2024 على موقع واي باك مشين.